# I dina händer
I dina händer är en svensk thriller- och dramaserie som hade premiär på strömningstjänsten Netflix den 24 april 2024. Serien är regisserad av Anna Zackrisson efter ett manus skrivet av Alex Haridi och Amanda Högberg. Den är baserad på Malin Persson Giolitos roman med samma namn utgiven år 2022. Persson Giolito var till en början delaktig i manusarbetet men hon valde sedan att ta bort sitt namn från produktionen. Detta på grund av meningsskiljaktigheter mellan henne och produktionen då de hade olika åsikter om hur barns kriminalitet skulle skildras. Inspelningen påbörjades i februari 2023.

## Handling
Serien handlar om gängkriminalitet och skjutningar, och kretsar kring 14-åriga Dogge som skjuter den jämnåriga Billy vid den lekplats där brukade leka tillsammans.

## Mottagande
Karolina Fjellborg på Aftonbladet ger serien 3 av 5 i betyg och skriver "Det är vemodigt, tungt och välspelat, inte minst av Strand som uttrycker mycket med små medel. Men medan Billys liv och familjesituation i ett utsatt område, med en frånvarande pappa och en mamma som visserligen gör så gott hon kan men uppenbarligen inte räcker till för sina många barn, tecknas förståeligt, blir Dogges nedåtgående spiral aldrig riktigt begriplig.".

## Rollista (i urval)
- Ardalan Esmaili - Farid Ayad
- Yusra Warsama - Leila Ali
- Yasir Hassan - Bilal "Billy" Ali
- Mahmut Savakci - Sudden Aydin
- Elmira Arikan - Sara Aydin
- Ane Dahl Torp - Jill Arnfeldt
- Henrik Norlén - Teo Arnfeldt
- Olle Strand - Douglas "Dogge" Arnfeldt
- Jhullian Carlsson - Livvakt
- Solomon Njie - Mehdi Bah
- Beri Gerwise - Lana
- Kalled Mustonen - Svante Larson